# فوغار ألاكباروف
فوغار ألاكباروف (مواليد 5 يناير 1981) هو ملاكم أذربيجاني، مثّل بلاده في الألعاب الأولمبية الصيفية في دورتي 2000 و2004.

## روابط خارجية
فوغار ألاكباروف على موقع أوليمبيديا (الإنجليزية)